# Geneickener Straße 157 (Mönchengladbach)

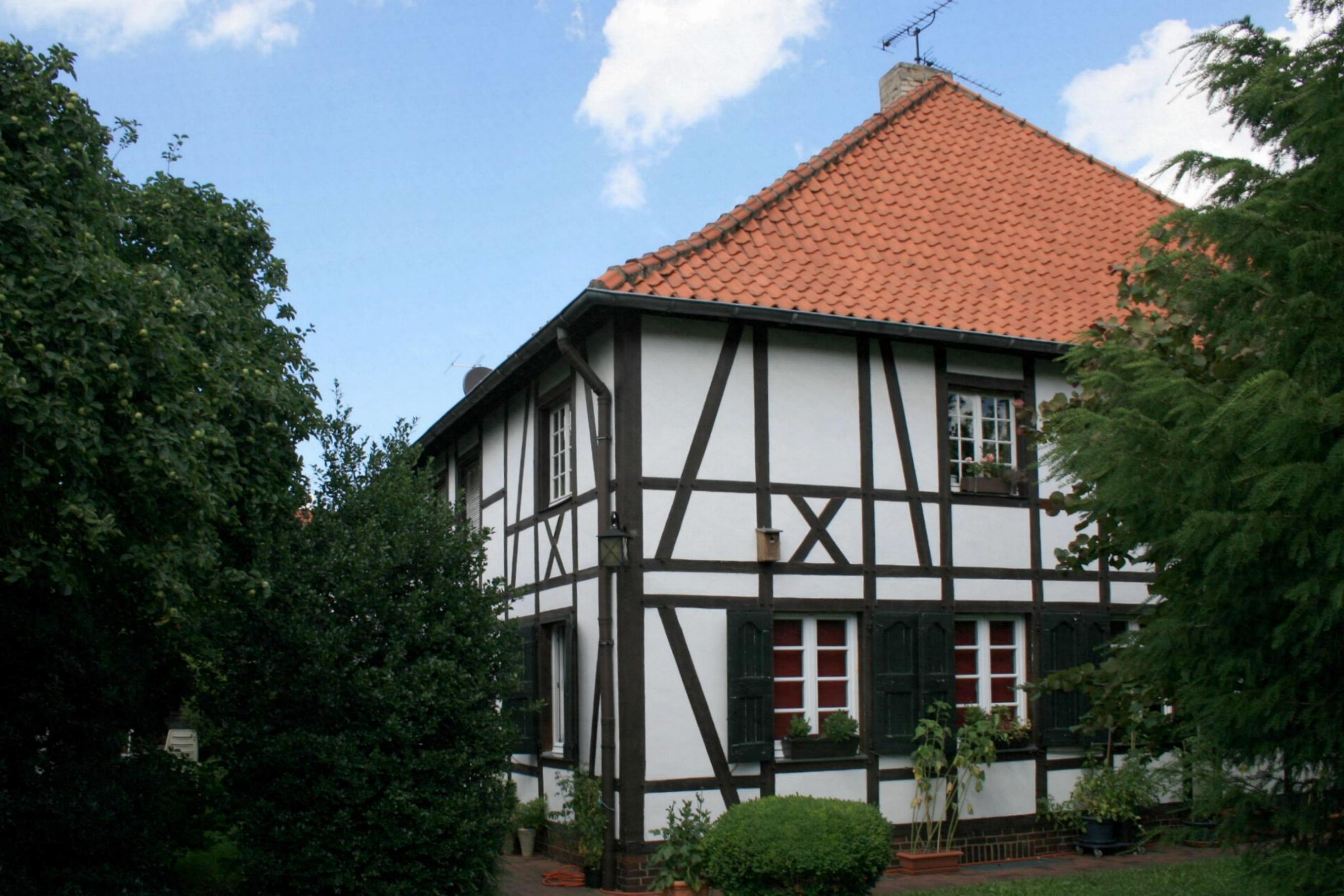
Fachwerkhaus (2010)

Das Fachwerkhaus Geneickener Straße 157 steht im Stadtteil Bonnenbroich-Geneicken in Mönchengladbach (Nordrhein-Westfalen).
Das Gebäude wurde im 19. Jahrhundert erbaut. Es ist unter Nr. G 007 am 4. Dezember 1984 in die Denkmalliste der Stadt Mönchengladbach eingetragen worden.

## Architektur
Das Objekt Nr. 157 ist ein Fachwerkhaus in freistehender Bauweise. Das zweigeschossige Gebäude hat außergewöhnliche Abmessungen etwa 12 × 10 m, zur Geneickener Straße hin mit Walmdach. In der Verlängerung nach Nord-Osten hin ist ein älterer, original erhaltener Fachwerkhof mit zweigeschossiger Bebauung. Das Anwesen ist zur Gartenseite hin mit einer Backsteinmauer sowie Eingang und Wirtschaftstoreinfahrt abgeschlossen.